# Aethionema speciosum
Aethionema speciosum är en korsblommig växtart som beskrevs av Pierre Edmond Boissier och Alfred Huet du Pavillon. Aethionema speciosum ingår i släktet Aethionema och familjen korsblommiga växter.

## Underarter
Arten delas in i följande underarter:
- A. s. compactum
- A. s. speciosum